# Айер (връх)
Айер (78°09′18″ ю. ш. 85°59′45″ з. д. / 78.155° ю. ш. 85.995833° з. д.) е връх с надм. височина 3368 m в Антарктика. Получава това име в чест на швейцарско-българския педагог Луи Айер, основател на спортното движение в България през 2010 г.

## Описание
Върхът се намира на страничния хребет Пробуда в северно-централния дял на хребет Сентинел. Разположен е на 4,48 km североизточно от връх Андерсън (4144 m), 4,25 km източно от връх Бентли, 4,42 km на юг-югозапад от връх Прес (3732 m), и 12,82 km западно от връх Гозър в Мъгленишки възвишения. Издига се над ледниците Ембрей на северозапад и Елън на югоизток.

## Картографиране
Американска топографска карта на върха от 1961 г. и 1988 г.

## Карта
- Vinson Massif. Scale 1:250 000 topographic map. Reston, Virginia: US Geological Survey, 1988.